# Anomala keralensis
Anomala keralensis är en skalbaggsart som beskrevs av Frey 1975. Anomala keralensis ingår i släktet Anomala och familjen Rutelidae. Inga underarter finns listade i Catalogue of Life.